# 馬鹿と鋏は使いよう
馬鹿と鋏は使いよう（ばかとはさみはつかいよう）は、19世紀の落語からのことわざ。

## 概要
愚かな人間や役に立たなそうな物でも使い方次第では役立つことがあるということを意味する。または人材というのは能力に応じた使い方があるということを意味する。鋏というのは使い方次第で良く切れたり全く切れなくなったりしたり、切れ味の悪い鋏であっても使い方次第では切れるということがあることからこの言葉が来ている。
ここで言われている鋏というのは、西洋鋏ではなく和鋏のことである。この和鋏というのは使うときにはコツが必要で、使い方次第で切れたり切れなかったりするものである。この和鋏と同様に愚かな者も使い方次第で役立ったり役立たなかったりするということである。
このことわざは、能力の無い人や道具を上手に使えない人を馬鹿にするために用いるのではなく、使う側である人の能力や力量を示したり、使い方を工夫し有効利用ができたときや良い成果が出たときに用いる言葉である。
ただし、人に対して使うときはやや見下すニュアンスを含むため、使用する場面には注意が必要である。親しい間柄での冗談交じりの会話に限定し、ビジネスや目上の人との会話では使用しないことが無難である。
初出は1890年の三遊亭圓朝の『にゅう』という落語の作品で、子供が大きくなって大人に腹を立たせることがあると言っている人に対して、馬鹿と鋏は使いようであると述べている場面がある。
NORIKIYOの作品に『馬鹿と鋏と』という音楽CDアルバムおよびそれに収録されている曲がある。
パンクバンド・アナーキーの作品に『馬鹿とハサミは使いYO!』という曲がある。